# Formula One 06
Formula One 06 — компьютерная игра, разработанная Studio Liverpool и изданная Sony Computer Entertainment для платформ PlayStation 2 и PlayStation Portable. Является второй игрой про Формулу-1, сделанной по лицензии Sony для платформы PlayStation Portable. Игра основана на сезоне 2006 Формулы-1.

## Кратко об игре
Релиз состоялся 28 июля 2006 года в Европе для платформ PlayStation 2 и PlayStation Portable. В игре присутствует режим карьеры, который стал регулярно появляться в играх серии с игры 2004 года. Formula One 06 работает на слегка улучшенном движке от прошлогодней игры. Это также последний симулятор Формулы-1, который был выпущен для PlayStation 2. Чуть позже эксклюзивно для PlayStation 3 вышла Formula One Championship Edition, улучшенная версия данной игры.
В режиме карьеры игрок начинает свой путь с одной из слабых команд: Super Aguri, Toro Rosso или Midland F1. Существуют такие роли внутри команды как тест-пилот, второй пилот и первый пилот. Роль игрока может меняться в зависимости от того, как он будет работать на тестовых сессиях и после них. Тестовые сессии проходят на таких трассах как Каталунья, Сильверстоун или Маньи-Кур, где также можно ездить в условиях дождя.
Во время тестовых сессий игроку предстоит в течение нескольких кругов побить установленное время. Также иногда ставится задача превзойти накапливаемое целевое время, где нужно проехать заданное количество кругов, а время каждого круга добавляется к общему.
Игроку предоставляется возможность пройти 5 сезонов в режиме карьеры, в ходе которых он может стать Чемпионом Мира либо выиграть Кубок Конструкторов. Шансы на это значительно возрастают, если выступать за одну из топовых команд: Renault, Ferrari, McLaren или Honda.
Также при выполнении некоторых условий игрок может открывать определённые призы. Например за победу в Гран-При открывается такая награда, как дополнительная тренировочная трасса, а именно Херес. В игре можно смотреть на выигранные призы в комнате трофеев. В их число входят кубки, выдаваемые за победу в гонке, а также Кубок Чемпиона Мира и Кубок Конструкторов. Машина, которая принесла игроку чемпионство, также отображается на трофее.
В игре присутствует новая система квалификации, которая состоит из трёх сегментов. Помимо этого появился прогревочный круг, а также был улучшен ИИ противников по сравнению с прошлыми играми серии.
В 2006 году болиды Формулы-1 были оснащены двигателями V8, исключение составил болид Торо Россо STR1, который работал на двигателе V10. Эти тонкости были учтены в игре, каждый болид имеет правильный звук.
Появилась новая система повреждений, предусматривающая проколы, повреждения переднего крыла и носа. Также можно повредить заднее крыло и колёса.
Сетевая игра была вырезана незадолго до релиза игры. Ожидалось, что впервые будет работать кроссплатформенный мультиплеер, который позволит соревноваться пользователям PSP и PS2, но это не было реализовано в итоге. Studio Liverpool заявили, что одной из причин этого стала нехватка времени. По той же причине Formula One 07 была отменена из-за релиза Formula One Championship Edition для PlayStation 3.